# Upplands runinskrifter ANF1937;163
U ANF1937;163 är ett tidigvikingatida (775/800-900 (Imer 2007)) bleck, hänge av silver i Björkö (Birka grav 552, norr om Borg), Adelsö socken och Ekerös kommun.  Graven ingår i gravfält, delundersökt från 1800-tal och framåt, bestående av olika typer av flatmarks- och kammargravar, högar, runda stensättningar och 6 treuddar. Ett flertal av de 196 gravar norr om Borg som undersöktes under 1870- och 80-talen är helt osynliga ovan mark.

## Inskriften
Translitterering av runraden:
$P: þat ik uit͡ki nona⏑as non k͡uki tun a͡ki saka͡ ra͡k hit þ̣a þik
$Q: þat ik uk (M) nona ¶ snonk͡uk(t)(i)unf(i) ¶ sak a͡rf hit(r)k ¶ þik
Normalisering till fornvästnordiska:
$P: Þat ek vitki: nænna es nān. Kyngi tȳn ekki! Saka rek hitt þā þik.
$Q: ... ... ... ... ... ... ... ... ... ...
Översättning till nusvenska:
Må jag förtrolla detta: kraften är nära (eller: det som ligger nära [hänget] är kraften). Förstör inte (eller: tappa inte, glöm inte) den magiska kunskapen. Jag skadar den förföljelse/de omständigheter (som) tog dig i besittning.